# Агено-Віссамбур (округ)
Округ Агено-Віссамбур (фр. Arrondissement de Haguenau-Wissembourg) — округ у Франції, в департаменті Нижній Рейн. 2023 року округ об'єднував 141 муніципалітет, населення становило 243 664 особи.
Адміністративний центр (супрефектура) — Агено.

## Муніципалітети
Список муніципалітетів округу:
1. Агено
2. Аттен
3. Ашбак
4. Бацендорф
5. Бенайм
6. Бернольсайм
7. Берстайм
8. Бетшдорф
9. Біблісайм
10. Більвісайм
11. Бітленайм
12. Бітшоффен
13. Бішвіллер
14. Брюмат
15. Бюль
16. Валенайм
17. Валь-де-Модер
18. Вальбур
19. Веєрсайм
20. Вендстен
21. Вентерсуз
22. Венценбак
23. Верт
24. Ветбрук
25. Вінген
26. Віссамбур
27. Віттерсайм
28. Гамбсайм
29. Герсдорф
30. Грій
31. Гюмбрештсоффен
32. Гюндерсоффен
33. Гюнстет
34. Далюнден
35. Дамбак
36. Діффенбак-ле-Верт
37. Доендорф
38. Донненайм
39. Драшенбронн-Бірленбак
40. Дрюзенайм
41. Дюрренбак
42. Ебербак-Сельц
43. Ежене
44. Енгвіллер
45. Енгольсайм
46. Ердт
47. Еррлісайм
48. Ешбак
49. Жедертайм
50. Зенсвіллер
51. Кальтенуз
52. Кендвіллер
53. Кессельдорф
54. Кеффенак
55. Кільстет
56. Клеебур
57. Клембак
58. Коффенайм
59. Креттвіллер
60. Кригсайм
61. Кротвіллер
62. Кюрценуз
63. Кюценозен
64. Ламбак
65. Лампертслок
66. Ланженсульцбак
67. Летенайм
68. Лобак
69. Лобсанн
70. Лотербур
71. Меммельсоффен
72. Мерквіллер-Пешельбронн
73. Мерцвіллер
74. Мітесайм
75. Міттельшеффольсайм
76. Момменайм
77. Морсбронн-ле-Бен
78. Моршвіллер
79. Мотерн
80. Мюншозен
81. Неевіллер-пре-Лотербур
82. Неяезель
83. Нідербронн-ле-Бен
84. Нідерлотербак
85. Нідермодерн
86. Нідерредерн
87. Нідерстенбак
88. Нідершеффольсайм
89. Обербронн
90. Обердорф-Спакбак
91. Оберлотербак
92. Обероффен-ле-Вісембур
93. Обероффен-сюр-Модер
94. Оберредерн
95. Оберстенбак
96. Олюнген
97. Ольвісайм
98. Оффвіллер
99. Оффен
100. Оффендорф
101. Ошстет
102. Прешдорф
103. Рейшсоффен
104. Ретшвіллер
105. Решвоог
106. Ридсельц
107. Риттерсоффен
108. Роппенайм
109. Рорвіллер
110. Ротбак
111. Ротт
112. Роттельсайм
113. Рунценайм-Оенайм
114. Сальмбак
115. Сеебак
116. Сельц
117. Сессенайм
118. Сіжен
119. Статтматтен
120. Стенсельц
121. Стюндвіллер
122. Сульц-су-Форе
123. Суффленайм
124. Сюрбур
125. Трембак
126. Унспак
127. Фор-Луї
128. Форстайм
129. Форстфельд
130. Фрешвіллер
131. Шаффуз-пре-Сельц
132. Швегуз-сюр-Модер
133. Шебенар
134. Шененбур
135. Ширрен
136. Ширроффен
137. Шлеталь
138. Юльвіллер
139. Юрвіллер
140. Юттендорф
141. Юттеноффен